# Bigamija
Bigamija je izraz koji označava oblik poligamije u kojem je jedna osoba istovremeno u braku s dvama različitim bračnim partnerima, to jest član je dviju različitih bračnih zajednica.
Većina zapadnih društava zakonski je zabranila poligamiju, a njezino primjenjivanje kažnjava se. U brojnim državama višestruki se istodobni brakovi smatra krivičnim djelom pod nazivom bigamy.